# Amfitheater van Fréjus
Het Amfitheater van Fréjus is een Romeins amfitheater in de Franse stad Fréjus.
Het amfitheater werd op het einde van de 1e eeuw en het begin van de 2e eeuw n.Chr. gebouwd buiten de stadsmuur van het antieke Forum Julii. Het is deels gebouwd op een heuvelhelling.
Het amfitheater was 113,85 meter lang en 85,20 meter breed. De arena was 67,70 meter bij 39 meter. Het gebouw bood plaats aan 10.000 tot 12.000 toeschouwers en kon met een velarium worden afgedekt om de bezoekers tegen de felle zon te beschermen.
In de middeleeuwen verviel het amfitheater tot een ruïne en raakte bedolven. Stenen werden hergebruikt voor de bouw van de gebouwen van het bisschoppelijk paleis. Vanaf het begin van de 19e eeuw worden er opgravingen gehouden en is het gebouw weer blootgelegd. De twee verdieping hoge buitenste muur van het amfitheater is verdwenen, maar de funderingen van de cavea staan nog voor een groot deel overeind.
Een controversiële restauratie tussen 2008 en 2012 was gericht op het preserveren van het gebouw en het geschikt te maken voor het houden van grote shows. Er werden muren en zitplaatsen in beton bijgebouwd.